# Conistra scortina
Conistra scortina är en fjärilsart som beskrevs av Otto Staudinger 1901. Conistra scortina ingår i släktet Conistra och familjen nattflyn. Inga underarter finns listade i Catalogue of Life.